# Jinsop
Jinsop Ho O’dirling (Seúl, Corea del Sur, 24 de junio del 1955 – Ayangue, Provincia de Santa Elena, Ecuador, 24 de junio del 2012), más conocido como Jinsop, fue un cantante surcoreano-estadounidense nacionalizado ecuatoriano de música romántica, baladas, pop y en sus inicios rock, que alcanzó la fama entre los años 70 y 80. El nombre de Jinsop en coreano significa «estrella de fuego».

## Biografía
Jinsop nació en Seúl, Corea del Sur, después de la guerra entre las dos Corea, hijo de un diplomático estadounidense de nombre Fred Odirling y de una coreana de nombre Myomghui Ho. Durante su infancia en Corea, fue discriminado por ser mestizo, luego vivió en Estados Unidos por asuntos del trabajo de su padre en la NASA como ingeniero eléctrico y a la edad de 15 años se trasladaron a Quito, Ecuador donde su padre trabajó en la estación científica como diplomático. Sus padres regresaron a Estados Unidos, pero él se quedó radicado en Ecuador porque le gustó el país y a los dieciséis años estudió en la Academia Cotopaxi y en el Colegio Anderson donde conoció a su esposa Silvia Jarrín, quien le enseñó español con libros de primer nivel y con quien tuvo tres hijos; Jinsop Junior, Alexander y David.

### Inicios
Aprendió a cantar en español primero antes de hablarlo, ya que no tenía conocimiento del idioma antes de llegar a Ecuador. Poco después, en 1972, Jinsop y su madre organizaron un festival musical cantando para un grupo de rock llamado Las Hormigas. Al final ganó el premio del festival, pero la gente se enfureció y encendió en fuego la tarima en reclamo por no haber premiado a Los Apóstoles, banda que recibió mayor elogio y aplausos, y que la integraba Héctor Napolitano, artista aclamado del momento. Tras esto fue tomada una nueva decisión y les otorgaron el premio a Los Apóstoles, por lo que Jinsop salió huyendo del lugar y días después fue encarcelado. También llegó a formar parte de la banda Los Apóstoles y se dio a conocer en Guayaquil, más tarde Gustavo Pacheco lo lleva al sello discográfico Ifesa para que interprete canciones de Paul Anka y otros artistas con el que lanzó su primer disco titulado Puppy love alcanzando los primeros lugares en las radios nacionales e independizándose como solista.

### Años de popularidad
Entre 1973 a 1978 son los años de popularidad de Jinsop que se convierte en un referente de la "música moderna" ecuatoriana que en su carrera interpretó temas compuestos por algunos compositores siendo la mayoría canciones de Gustavo Pacheco, así como diversos cover's de temas de James Brown, Simon and Garfunkel, Paul Anka, etc. 
A los dieciocho años se fue a vivir a la ciudad de Guayaquil a casa del compositor y músico Gustavo Pacheco, integrante del grupo Boddega en esa época, quien le compuso las canciones Ven chiquilla ven, Rosas y claveles, Volvamos a empezar, Extraño, Hay un motivo por vivir y otras más entre ellas Silvique fue dedicada a su esposa, para que las interpretara. Jinsop fue un buen intérprete y nunca compuso canción alguna. El mayor de sus éxitos fue el tema “Estrellita Solitaria” del compositor Luis Padilla Guevara, canción con la que Padilla incursionó por primera vez en la balada andina, por su parecido con la música tradicional del altiplano. Por recomendación del productor Efrén Avilés quien dijo que a la gente le gustaba como prenunciaba las canciones, lo llevó a grabar a Ifesa, teniendo una enorme aceptación del público.
En el año 1973 graba, en los estudios de Ifesa y bajo el sello Orión, su primer álbum "Mi Oraciòn" para lo cual cuenta con la orquesta de Héctor "Manito" Bonilla, se incluyen sus éxitos "Los campos verdes", "Ven chiquilla ven", "Mi bella niña", "Yo pienso que tu eres la mujer", "Silvy", "Atar un lazo arriba de un rosal". 
En su segundo álbum aparecen "Estrellita solitaria", "Iron horse", "Rosas y Claveles", "Volvamos a empezar" entre otras.
En los años 80' dejó la música por varios años. En 1986 logró ser naturalizado ecuatoriano en el gobierno de León Febres-Cordero Ribadeneyra. Radicó por trabajo varios años en la provincia de Manabí siendo traductor de empresas constructoras Coreanas, luego se radicó en los Estados Unidos pero volvió al Ecuador, donde dijo que quería pasar los últimos años de vida. Se divorció de su esposa quien se quedó en Estados Unidos con dos de sus hijos. Continuó realizando presentaciones musicales y en el 2011 por recomendación médica debido a problemas pulmonares fue a vivir a Ayangue en la península de Santa Elena, en el barrio María Auxiliadora, del balneario de Ayangue, junto a su hijo menor Alexander, el cantante se había radicado frente al mar en una hostería. Por recomendación de los médicos ya que tenía problemas pulmonares y con la intención de que el aire salino de la playa lo ayudase con su respiración.
Sus últimas presentaciones fueron en Guayaquil el 8 de marzo de 2012 en el Centro de Convenciones Simón Bolívar junto a la cantante británica naturalizada española [Jeanette] y el argentino Elio Roca, y por el día del padre en Machala junto a ellos nuevamente y a la banda uruguaya Los Iracundos. El 9 de junio de 2012 una de sus últimas presentaciones la hizo en Machala, junto a Los Iracundos, Los Golpes, Leonardo Favio de Chile, en un show en homenaje al Día del Padre en el hotel Oro Verde.
Era un domingo 24 de junio de 2012 cuando Gustavo Pacheco recibió la llamada de Alexander (hijo de Jinsop) diciéndole "Gustavo, mi padre acaba de fallecer" (contándole los últimos momentos) al día siguiente Gustavo Pacheco y su esposa Silvana viajaron a Santa Elena lugar donde estaba el cuerpo de Jinsop (en la morgue) y mientras el hijo de Jinsop y su tía trataban de enterrarlo en esa ciudad Silvana les dijo, "permítannos enterrarlo en Guayaquil" (su ciudad de origen artístico) corriendo con todos los gastos y con la ayuda también de Michel Bucaram y Carlos Valarezo en lo económico, enterraron a Jinsop el 26 de junio de 2012.

## Fallecimiento
Arturo Cisneros cuenta que recibió una llamada perdida de Jinsop la madrugada del domingo 24 de junio de 2012 a las 03:50 "me quedaré para siempre con la duda de qué quería hablar conmigo a esa hora” expresó, y a las 9 de la mañana, después de que su hijo Alexander regresara de comprar encontró a su padre sin vida, víctima de un síncope cardíaco. Tres semanas antes de su defunción, en Estados Unidos, había fallecido su exesposa Silvia Jarrín.
Gustavo Pacheco, compositor y músico guayaquileño, con pesar dice que tres días antes de su muerte conversaron sobre una gira organizada para agosto por Nueva York, Los Ángeles, Washington y Chicago. “Nos íbamos a presentar Boddega, Silvana y Jinsop en la Noche del Recuerdo. Ahora la gira no se hará”.
El cantante nacionalizado ecuatoriano, de origen coreano, tres meses antes de su fallecimiento se había radicado frente al mar por recomendación de los médicos, falleció de un paro cardiorrespiratorio el domingo 24 de junio del 2012 en la localidad de Ayangue, provincia de Santa Elena.
El cuerpo del cantante Jinsop Ho fue sepultado el martes 26 de junio de 2012 a las 17:00, en el Cementerio General de Guayaquil.

## Lista de canciones populares
- La casa del sol naciente
- Silvy
- Yo Pienso Que Tu Eres La Mujer
- Mi Bella Niña
- Rosas y Claveles
- Papá
- Dulzura Mia
- Mi Oración
- Tu Huella
- Tú me provocas
- Atar un Lazo Arriba de un Rosal
- Dulzura Mía
- Ven Chiquilla Ven
- Puppy Love Son Tus Besos La Razón
- Atar Lazos Arriba De Un Rosal
- Un León Se Escapo De Su Jaula
- Pasaje de Ida
- Caballo de Acero
- Cuando Estas Conmigo
- Reflexiones
- Las Doncellas
- Volvamos a Empezar
- Estrellita Solitaria
- Campos Verdes